# Traces of Death
Traces of Death es una edición de 1993 en video, de varias secuencias similares al estilo de Faces of Death. A diferencia de Faces of Death, Traces of Death consiste en su mayoría de archivos y grabaciones reales de lesiones graves y muerte. Está censurado en el Reino Unido por la BBFC por no tener ningún valor "periodístico, educacional u otro que justifique el contexto de las imágenes mostradas". Hubo cuatro secuelas, y el total de cinco filmes han sido vendidos en VHS y DVD. La primera parte tiene una escasa duración de 78 minutos.
Entre las secuencias que vienen en Traces of Death está la del suicidio del político estadounidense Budd Dwyer (1939-1987), el bombardeo de la plaza del mercado de Sarajevo que mató a casi 100 personas, puestas en escena de niños muertos, un ciclista aplastado por un autobús y un hombre siendo devorado por leones en Wallasee (Angola) en 1975. Esta escena apareció por primera vez en la película mondo "Ultime grida dalla savana". 
Con la aparición de Traces of Death II, los filmes destacan por el uso de música death metal como complemento de las secuencias, dándole una sensación surreal y extravagante.
La serie de Traces of Death es distribuida por Darrin Ramage de Brain Damage Films. Brain Damage Films se especializa en la distribución de filmes de bajo presupuesto como Vulture's Eye, Strange Things Happen At Sundown y Terror Toons.
En México, se comercializan en el mercado negro copias "pirata" con el nombre de Trauma 2 y Trauma 3; mientras que Trauma 1 es la película mondo o shockumentary Death the Ultimate Horror.
En España fue estrenada en más de un cine la 4ª y 5ª entrega de esta saga.